# 바이애슬론
바이애슬론(영어: biathlon, 문화어: 스키사격)은 크로스컨트리 스키와 사격을 결합한 겨울 스포츠이다. 제1회 세계선수권대회는 1958년에 개최되었으며, 1960년 제8회 스쿼밸리 동계올림픽 대회부터 올림픽 정식 종목으로 채택되었다. 올림픽에서는 20km(개인), 10km(개인), 7.5km(계주)를 주행하는데, 코스 도중의 사격에서는 서서 쏴, 엎드려 쏴를 번갈아 5발씩 쏜다. 맞추지 못한 표적이 있을 경우, 개인 경기에서는 표적 하나당 1분의 페널티 타임이 추가되며 그 밖의 경기에서는 표적 하나당 페널티 루프를 1회 더 돌아야 한다.
바이애슬론의 변형으로 크로스컨트리 달리기와 사격을 결합한 하계 바이애슬론이 존재한다.

## 경기 방법

### 개인경기
남성 20km, 여성 15km로, 선수의 출발은 30초나 1분 간격으로 한다. 구간은 4km 주행 후 엎드려 쏘고, 8km 주행 후 서서 쏘고, 12km 주행 후 엎드려 쏘고, 16km 주행 후 서서 쏘고, 20km 주행 후 결승과 비슷한 형식으로 구성된다. 사격은 4차례에 걸쳐 시행되며, 사격 순서는 엎드려 쏘기, 서서 쏘기, 엎드려 쏘기, 서서 쏘는 형식으로 하여야 하며, 매 회당 50m 밖에 있는 표적을 5발씩 쏘아야 하며, 맞추지 못한 표적 당 1분이 선수의 기록에 추가된다.

### 스프린트
남자는 10km, 여자는 7.5km 개인 경기이며, 선수의 출발은 30초나 1분 간격으로 한다. 3~4km 지점에서 엎드려 쏴 사격을 하며, 7km 지점에서 서서 쏴 사격을 한다. 50m 밖의 표적을 5발씩 쏘아야 하며, 맞추지 못한 표적 당 150m를 추가로 주행하여야 한다.

### 추적
출발 순서는 스프린트와 개인 경기의 결과를 토대로 결정하며, 앞 주자와의 시간 차이만큼씩 차이를 두고 출발하게 되며, 뒷 주자가 앞 주자를 앞지르는 경우 뒷 주자가 승리하게 된다. 사격은 4회에 걸쳐 5발씩 쏘며 표적을 맞히지 못하면 스프린트와 동일한 벌칙이 주어진다.

### 집단출발
30명의 선수가 동시에 출발하며, 결승점에 먼저 도착하는 선수가 우승한다. 그 외의 경기 규칙은 추적과 동일하다.

### 계주
각 팀은 4명으로 구성되며, 각 주자는 남자 7.5km, 여자 6km를 주행하고, 남자 2.5km, 여자 2km를 주행 후 엎드려 쏴를 시행하며, 남자 5km, 여자 4km를 주행 후 서서 쏴를 시행한다. 50m 밖의 표적 5개에 사격을 하여야 하며, 한 구간당 탄환은 탄창에 5발, 예비탄환 3발이 주어진다. 탄창의 탄을 모두 소비한 경우에도 표적을 모두 맞추지 못한 경우 수동으로 탄을 장전해 사격하며, 예비탄환을 모두 소비한 이후에도 표적을 모두 맞추지 못한 경우 맞추지 못한 표적 당 150m를 추가로 주행하여야 한다. 2번째 주자부터 앞 주자와 신체적 접촉을 통해 교체한다.

## 같이 보기
- 바이애슬론 월드컵
- 세계 바이애슬론 선수권 대회
- 올림픽 바이애슬론 메달리스트 목록
- 크로스컨트리 스키
- 사격 경기
- 노르딕 복합
- 트라이애슬론
- 5종 경기
- 7종경기
- 십종 경기
- 체스복싱